# 24 octobre 1972
Le mardi 24 octobre 1972 est le 298e jour de l'année 1972.

## Naissances
- Frédéric Déhu, footballeur français
- Fredson Camara, joueur de football brésilien
- Fredson Camara, joueur de football brésilien
- Iolanda Cintura, chimiste et femme politique mozambicaine
- Javier Antón Cacho, homme politique espagnole
- Jeremy Wright, homme politique britannique
- Matt Hemingway, athlète américain
- Natalya Sharova, athlète russe
- Olivier Henry, homme politique belge
- Raelee Hill, actrice australienne
- Romana Vrede, actrice néerlandaise
- Ruxandra Dragomir, joueuse de tennis roumaine
- Scott Peterson
- Vicente Bejarano

## Décès
- Carlos Cillóniz (né le 1 juillet 1910), joueur de football péruvien
- Carlos Cillóniz (né le 1 juillet 1910), joueur de football péruvien
- Claire Windsor (née le 14 avril 1892), actrice américaine
- Claire Windsor (née le 14 avril 1892), actrice américaine
- Jackie Robinson (né le 31 janvier 1919), joueur de baseball américain
- Marcelle Maurette (née le 14 novembre 1909), écrivaine, dramaturge et scénariste française